# Carlos Raposo
Carlos Osvaldo Raposo Sánchez (Lautaro, Chile, 5 de julio de 1953) fue diseñador gráfico y publicitario de la Universidad de Chile. Actualmente se desempeña como pintor realista.
Carlos Raposo, hijo benemérito y embajador cultural de Lautaro, es ingeniero forestal y diseñador gráfico de la Universidad de Chile, Así, desde 1986 se dedica por completo a su gran pasión: la pintura, pasando a ser un reconocido artista de La Araucanía.

## Trayectoria
Es un pintor realista con una vasta trayectoria. Ha expuesto en varias galerías en Chile y también en Francia, España, Estados Unidos, Uruguay, Panamá y Argentina. Siguiendo una corriente hiperrealista.
En mérito de su labor, fue declarado en 1996 Hijo Benemérito de la ciudad de Lautaro.

## Premios y distinciones
- Distinción Club Palestino en el 1º Concurso ´´Palestina vista por Chile”.  (1985)
- Premio especial en el Salón de Otoño de la Sociedad Nacional de Bellas Artes, Santiago. (1992)
- Hijo Benemérito de la ciudad de Lautaro. (1996)
- Embajador Cultural de Lautaro. (2013)